# James Kearns
James Kearns, född 1957, är en amerikansk manusförfattare. Han skrev manus till filmen John Q med Denzel Washington i huvudrollen. Han har också skrivit många episoder i TV-serier, som Mr. Belvedere, Rättvisans män, Highway to Heaven och Dynasti. Kearns är talesman för en hjälporganisation för bipolära personer, Bipolar Help Center. Han bor i Venice, Kalifornien.